# Суморна јесен
„Суморна јесен” је југословенска телевизијска серија снимљена 1969. године у продукцији ТВ Загреб.

## Епизоде
| Сезона | Епизода | Назив           | Датум            |
| ------ | ------- | --------------- | ---------------- |
| 1      | 1       | Дјечак Томица   | 12. марта 1969.  |
| 1      | 2       | Ноћне море      | 19. марта 1969.  |
| 1      | 3       | Сама            | 26. марта 1969.  |
| 1      | 4       | Излетници       | 2. априла 1969.  |
| 1      | 5       | Добра вила      | 9. априла 1969.  |
| 1      | 6       | Свилени         | 16. априла 1969. |
| 1      | 7       | Лабудова кућа   | 23. априла 1969. |
| 1      | 8       | Стара госпођица | 30. априла 1969. |
| 1      | 9       | Девети метак    | 7. маја 1969.    |

## Улоге
| Глумац            | Улога                               |
| ----------------- | ----------------------------------- |
| Звонимир Чрнко    | Дрен (9 еп. 1969)                   |
| Драган Мијатовић  | Тараш (7 еп. 1969)                  |
| Едо Перочевић     | Агент Лојза (7 еп. 1969)            |
| Свен Ласта        | Усташки сатник (5 еп. 1969)         |
| Магда Федор       | Мира (6 еп. 1969)                   |
| Мирко Свец        | Комунар (6 еп. 1969)                |
| Божена Торјанац   | Дренова газдарица (5 еп. 1969)      |
| Јоаким Матковић   | Полицијски агент (5 еп. 1969)       |
| Ратко Буљан       | Свилени (4 еп. 1969)                |
| Звонимир Зоричић  | Макси (4 еп. 1969)                  |
| Владимир Пухало   | Полди (4 еп. 1969)                  |
| Давор Хорватић    | Горди (3 еп. 1969)                  |
| Хелена Буљан      | Мирјана (3 еп. 1969)                |
| Звонимир Торјанац | Агент Густл (3 еп. 1969)            |
| Јожа Шеб          | Сусјед Вјекослава Мрхе (3 еп. 1969) |
| Јадранка Матковић | Ј. Матковић (3 еп. 1969)            |
| Берислав Сркуљ    | Томица (2 еп. 1969)                 |
| Ива Марјановић    | (2 еп. 1969)                        |

 Остале улоге  ▼
| Глумац                   | Улога                                      |
| ------------------------ | ------------------------------------------ |
| Игнац Павковић           | Вјекослав Мрха (2 еп. 1969)                |
| Дубравко Сидор           | (2 еп. 1969)                               |
| Смиљка Бенцет            | Жена у црнини (2 еп. 1969)                 |
| Љубица Драгић Стипановић | Праља (2 еп. 1969)                         |
| Мато Ерговић             | Затворски чувар (2 еп. 1969)               |
| Аманд Алигер             | (2 еп. 1969)                               |
| Владимир Јагарић         | Усташа (2 еп. 1969)                        |
| Божидарка Фрајт          | Добра вила (1 еп. 1969)                    |
| Божена Краљева           | Стара госпођица (1 еп. 1969)               |
| Миа Оремовић             | Дренова мајка (1 еп. 1969)                 |
| Борис Фестини            | Илегалац (1 еп. 1969)                      |
| Иво Фици                 | Кројач (1 еп. 1969)                        |
| Јасна Михаљинец          | Дариа, Дренова познаница (1 еп. 1969)      |
| Младен Бобић             | (1 еп. 1969)                               |
| Љиљана Генер             | Часна сестра (1 еп. 1969)                  |
| Микела Видошевић         | Дјевојка из влака (1 еп. 1969)             |
| Весна Бергант            | Дјевојка из влака (1 еп. 1969)             |
| Јосип Грожај             | (1 еп. 1969)                               |
| Стјепан Јурчевић         | Комунаров отац (1 еп. 1969)                |
| Бранко Шпољар            | Лијечник (1 еп. 1969)                      |
| Круно Валентић           | Ловочувар (1 еп. 1969)                     |
| Владимир Герић           | (1 еп. 1969)                               |
| Миро Мароти              | Полицијски шеф (1 еп. 1969)                |
| Вјенцеслав Капурал       | Усташа у влаку (1 еп. 1969)                |
| Грета Винковић           | Плавокоса професорка (1 еп. 1969)          |
| Еуген Фрањковић          | (1 еп. 1969)                               |
| Стјепан Лекторић         | Деда који Свиленом даје ођецу (1 еп. 1969) |
| Џевад Алибеговић         | Лијечник (1 еп. 1969)                      |
| Звонимир Ференчић        | Водич (1 еп. 1969)                         |
| Ивона Грунбаум           | (1 еп. 1969)                               |
| Гордан Пицуљан           | Усташа (1 еп. 1969)                        |
| Дражен Гринвалд          | (1 еп. 1969)                               |
| Вања Тимер               | (1 еп. 1969)                               |
| Мирко Боман              | Шофер (1 еп. 1969)                         |
| Младен Црнобрња          | Домобран (1 еп. 1969)                      |
| Хрвоје Своб              | (1 еп. 1969)                               |
| Дуња Ланго               | Биба (1 еп. 1969)                          |
| Јулије Перлаки           | Њемачки војник (1 еп. 1969)                |
| Бисерка Алибеговић       | Кућна помоћница (1 еп. 1969)               |
| Драго Бахун              | (1 еп. 1969)                               |
| Берислав Кокот           | Дренов млађи брат (1 еп. 1969)             |
| Јозо Мартинчевић         | Кућепазитељ (1 еп. 1969)                   |
| Мартин Сагнер            | (1 еп. 1969)                               |

Комплетна ТВ екипа  ▼
| Редитељ              | Звонимир Бајшић  | (9 еп. 1969)                        |
| Сценариста           | Иван Шибл        | (9 еп. 1969)                        |
| Композитор           | Миљенко Прохаска | (9 еп. 1969)                        |
| Директор фотографије | Бранко Иватовић  | (9 еп. 1969)                        |
| Mонтажер             | Јосип Ременар    | (9 еп. 1969)                        |
| Сценограф            | Жељко Сенечић    | (9 еп. 1969)                        |
| Костимограф          | Жељко Сенечић    | (9 еп. 1969)                        |
| Помоћник режије      | Љубомир Сикић    | први помоћник редитеља (1 еп. 1969) |